# Sicyopus nigriradiatus
Sicyopus nigriradiatus is een straalvinnige vissensoort uit de familie van grondels (Gobiidae). De wetenschappelijke naam van de soort is voor het eerst geldig gepubliceerd in 1993 door Parenti & Maciolek.